# 海梅二世 (馬約卡)
馬約卡的海梅二世（西班牙語：Jaime II de Mallorca，1243年5月31日—1311年5月29日），馬約卡國王，1276年至1311年在位。

## 家庭
1275年，海梅一世與富瓦的伊斯克拉蒙德結婚，兩人共有4子1女：
1. 海梅（英语：James of Majorca (monk)）（1274年—1330年），方濟各會教士
2. 桑喬（1274年—1324年），馬約卡國王
3. 費爾南多（英语：Ferdinand of Majorca）（1278年—1316年），海梅三世的父親
4. 桑查（英语：Sancia of Majorca）（1281年—1345年），那不勒斯王后
5. 費利佩（英语：Philip of Majorca）（1288年—1343年），馬約卡攝政